# Sc Heerenveen in het seizoen 2012/13 (mannen)
Deze pagina geeft diverse statistieken van voetbalclub sc Heerenveen van het seizoen 2012/2013. Heerenveen speelde dit seizoen in de Eredivisie en nam deel aan de strijd om de KNVB beker. Daarnaast deed de club vanaf de derde voorronde mee aan de UEFA Europa League. De ploeg stond voor het eerst onder leiding van hoofdcoach Marco van Basten, die Ron Jans was opgevolgd. Formeel is er nog een samenwerkingsverband met FC Emmen, maar hier zal niets mee gebeuren, jeugdteams zullen ook niet meer aan elkaar verbonden worden. Ook dit seizoen trad Univé op als hoofdsponsor. Na de komst van Van Basten werd het contract met een jaar verlengd. De intentie was er om nog drie jaar aan vast te plakken.

## Doelstellingen seizoen 2012/2013

### Doelstellingen
De club heeft voor het seizoen 2012/13 de volgende doelen gesteld
| Competitie    | Beoogde resultaat                            | Halverwege seizoen | Behaalde resultaat |
| ------------- | -------------------------------------------- | ------------------ | ------------------ |
| KNVB beker    | Ver reiken in het toernooi                   | Achtste finales    |                    |
| Eredivisie    | Deelname aan play-offs voor Europees Voetbal | 13e plaats         | 8e plaats          |
| Europa League | Plaatsen voor de groepsfase                  | Play-off ronde     |                    |

## Wedstrijden

### Oefenwedstrijden
| Plaats       | Datum    | Thuis                     | Uitslag | Uit              | Doelpuntenmakers (Heerenveen)                                      |
| ------------ | -------- | ------------------------- | ------- | ---------------- | ------------------------------------------------------------------ |
| Oudega       | 06-07-12 | Gaasterlân-Sleat Selectie | 0 - 8   | sc Heerenveen    | Van La Parra, Đuričić, Amoah, Valpoort, Ziyech 2×, Fazli, Slagveer |
| Dokkum       | 10-07-12 | Be Quick Dokkum           | 0 - 9   | sc Heerenveen    | Uth, Amoah, Van La Parra, Ziyech, Fazli 2×, Tannane 2×, De Roon    |
| Terschelling | 14-07-12 | sc Heerenveen             | 1 - 1   | FC Eindhoven     | Zomer                                                              |
| Oudega       | 17-07-11 | sc Heerenveen             | 0 - 0   | Waasland Beveren |                                                                    |
| De Knipe     | 21-07-11 | sc Heerenveen             | 0 - 1   | Beerschot AC     |                                                                    |
| Keulen       | 28-07-11 | FC Köln                   | 2 - 0   | sc Heerenveen    |                                                                    |

### Eredivisie
| Datum      | Thuis           | Uitslag | Uit             | Doelpuntenmakers (sc Heerenveen)                             | Kaarten (sc Heerenveen)                                         |
| ---------- | --------------- | ------- | --------------- | ------------------------------------------------------------ | --------------------------------------------------------------- |
| 12-08-2012 | sc Heerenveen   | 0 - 2   | N.E.C.          | -                                                            | -                                                               |
| 18-08-2012 | Feyenoord       | 1 - 1   | sc Heerenveen   | 77' (pen.) Đuričić                                           | 48' Tannane 53' Zomer 58' De Roon                               |
| 26-08-2012 | AZ              | 0 - 0   | sc Heerenveen   | -                                                            | 63' De Roon 70' Valpoort 87' Schmidt                            |
| 02-09-2012 | sc Heerenveen   | 2 - 2   | Ajax            | 30' Finnbogason 45' Finnbogason                              | 66' Kruiswijk 69' Zomer 84' Đuričić                             |
| 15-09-2012 | sc Heerenveen   | 1 - 3   | ADO Den Haag    | 53' Gouweleeuw                                               |                                                                 |
| 23-09-2012 | FC Twente       | 1 - 0   | sc Heerenveen   | -                                                            | 30' Zomer 68' Gouweleeuw                                        |
| 29-09-2012 | sc Heerenveen   | 2 - 0   | NAC Breda       | 9' Finnbogason 40' De Ridder                                 | 38' De Roon 38' Kums 67' De Ridder                              |
| 07-10-2012 | Vitesse         | 3 - 3   | sc Heerenveen   | 36' Finnbogason 63' Finnbogason 74' Kums                     | 78' Kruiswijk                                                   |
| 21-10-2012 | sc Heerenveen   | 3 - 0   | FC Groningen    | 61' Van La Parra 65' (pen.) Finnbogason 83' Van La Parra     | 35' Zomer 64' Van La Parra                                      |
| 28-10-2012 | Heracles Almelo | 6 - 3   | sc Heerenveen   | 4' Đuričić 64' Finnbogason 80' Finnbogason                   | 17' De Ridder 35' Gouweleeuw 71' Finnbogason 90' Pappa          |
| 04-11-2012 | sc Heerenveen   | 2 - 1   | PEC Zwolle      | 36' Finnbogason 71' De Ridder                                | 21 ' Gouweleeuw 26 ' Đuričić 90 ' De Ridder                     |
| 11-11-2012 | PSV             | 5 - 1   | sc Heerenveen   | 6' De Ridder                                                 | 27 ' Vandenbussche                                              |
| 17-11-2012 | sc Heerenveen   | 0 - 2   | RKC Waalwijk    | -                                                            | 89 ' Tannane                                                    |
| 25-11-2012 | VVV-Venlo       | 1 - 1   | sc Heerenveen   | 61' Finnbogason                                              | 65' Kums 82' Raitala 86 ' Marecek                               |
| 01-12-2012 | Willem II       | 3 - 1   | sc Heerenveen   | 70' Finnbogason                                              | 17' Kums 58' De Roon 60' Van La Parra 75 ' Kum 84' Gouweleeuw   |
| 09-12-2012 | sc Heerenveen   | 4 - 4   | Roda JC         | 26'Đuričić 40' Van La Parra 54' Finnbogason 81' Van La Parra | 30 ' Kum 59' Marecek                                            |
| 16-12-2011 | FC Utrecht      | 3 - 1   | sc Heerenveen   | 78' (pen.) Finnbogason                                       | 59 ' Finnbogason 70' Marecek                                    |
| 22-12-2012 | sc Heerenveen   | 2 - 1   | Vitesse         | 30'Đuričić 50' Finnbogason                                   | 39 ' Đuričić 57' Kums                                           |
| 19-01-2013 | sc Heerenveen   | 0 - 1   | Heracles Almelo |                                                              | 57' Gouweleeuw 63' Kums                                         |
| 26-01-2013 | PEC Zwolle      | 1 - 1   | sc Heerenveen   | 46' Finnbogason                                              | 35' De Roon 36' Raitalla                                        |
| 01-02-2013 | RKC Waalwijk    | 0 - 1   | sc Heerenveen   | 85' (pen.)Đuričić                                            | 11' Gouweleeuw 49' Zomer 90' Maracek                            |
| 09-02-2013 | sc Heerenveen   | 2 - 2   | VVV-Venlo       | 69' Maracek 90' Finnbogason                                  | 69' Đuričić 80' Kum                                             |
| 17-02-2013 | ADO Den Haag    | 2 - 1   | sc Heerenveen   | 13' Kums                                                     | 27' Finnbogason 44' Van den Berg 44' Kums 47' Zomer 71' Raitala |
| 24-02-2013 | sc Heerenveen   | 2 - 1   | FC Twente       | 15' Van La Parra 79' Finnbogason                             |                                                                 |
| 02-03-2013 | NAC Breda       | 1 - 2   | sc Heerenveen   | 82' Finnbogason 85' Finnbogason                              | 94' Nordfeldt                                                   |
| 10-03-2013 | sc Heerenveen   | 2 - 1   | PSV             | 8' De Roon 38' El Ghanassy                                   | 56' Gouweleeuw 68' Van Aanholt                                  |
| 16-03-2013 | N.E.C.          | 1 - 3   | sc Heerenveen   | 70' Finnbogason 73' Đuričić 92' Đuričić                      | 57' Raitala                                                     |
| 30-03-2013 | sc Heerenveen   | 2 - 0   | Feyenoord       | 85' Finnbogason 89' El Ghanassy                              | 61' De Roon                                                     |
| 07-04-2013 | FC Groningen    | 3 - 1   | sc Heerenveen   | 70' Maracek                                                  | 29' Gouweleeuw 40' Van den Berg 84' Kruiswijk                   |
| 14-04-2013 | sc Heerenveen   | 3 - 2   | Willem II       | 53' El Ghanassy 55' Finnbogason 84' (pen.) Finnbogason       | 39' Kum                                                         |
| 19-04-2013 | Ajax            | 1 - 1   | sc Heerenveen   | 53' Finnbogason                                              | 71' Van Aanholt 87' El Ghanassy                                 |
| 26-04-2013 | sc Heerenveen   | 0 - 4   | AZ              |                                                              | 65' De Roon                                                     |
| 05-05-2013 | sc Heerenveen   | 2 - 4   | FC Utrecht      | 30' El Ghanassy 80' El Ghanassy                              |                                                                 |
| 12-05-2013 | Roda JC         | 1 - 0   | sc Heerenveen   |                                                              | 65' Van den Berg 87' Gouweleeuw 90+3' Van Aanholt               |

| nr. | Naam                     | Goals |
| --- | ------------------------ | ----- |
| 1   | Finnbogason              | 24    |
| 2   | Đuričić                  | 7     |
| 3   | Van la Parra El Ghanassy | 5     |
| 5   | De Ridder                | 3     |
| 6   | Kums Maracek             | 2     |
| 8   | Gouweleeuw De Roon       | 1     |

| nr. | Naam                                                  | Assists |
| --- | ----------------------------------------------------- | ------- |
| 1   | Finnbogason                                           | 6       |
| 2   | Đuričić                                               | 5       |
| 3   | Marecek Gouweleeuw El Ghanassy                        | 3       |
| 6   | Kums De Ridder Pappa                                  | 2       |
| 9   | Van La Parra Raitala Van den Berg De Roon Van Aanholt | 1       |

| nr. | Naam                                                                  | Kaarten |
| --- | --------------------------------------------------------------------- | ------- |
| 1   | Gouweleeuw                                                            | 8       |
| 2   | De Roon                                                               | 7       |
| 3   | Kums                                                                  | 6       |
| 4   | Zomer                                                                 | 5       |
| 5   | Đuričić Marecek Raitala Kum                                           | 4       |
| 9   | De Ridder Finnbogason Van Aanholt                                     | 3       |
| 12  | Tannane Van la Parra Van den Berg Kruiswijk                           | 2       |
| 16  | Valpoort Schmidt Pappa Vandenbussche Zuiverloon Nordfeldt El Ghanassy | 1       |

| nr. | Naam                                    | Kaarten |
| --- | --------------------------------------- | ------- |
| 1   | Kruiswijk Gouweleeuw Van den Berg Zomer | 1       |

### Eredivisie play-offs Europees voetbal
| Datum      | Thuis         | Uitslag | Uit           | Doelpuntenmakers (sc Heerenveen) | Kaarten (sc Heerenveen)              |
| ---------- | ------------- | ------- | ------------- | -------------------------------- | ------------------------------------ |
| 16-05-2012 | sc Heerenveen | 0 - 1   | FC Utrecht    | -                                | 81' Van den Berg                     |
| 19-05-2012 | FC Utrecht    | 2 - 1   | sc Heerenveen | 89'Uth                           | 81' Zomer 82' Gouweleeuw 86' de Roon |

| nr. | Naam | Goals |
| --- | ---- | ----- |
| 1   | Uth  | 1     |

| nr. | Naam         | Assists |
| --- | ------------ | ------- |
| 1   | Van den Berg | 1       |

| nr. | Naam                                  | Kaarten |
| --- | ------------------------------------- | ------- |
| 1   | Van den Berg Gouweleeuw de Roon Zomer | 1       |

### KNVB beker
| Plaats     | Datum      | Thuis         | Uitslag         | Uit           | Doelpuntenmakers (sc Heerenveen)                                | Kaarten (sc Heerenveen) |
| ---------- | ---------- | ------------- | --------------- | ------------- | --------------------------------------------------------------- | ----------------------- |
| Werkendam  | 26-09-2012 | Kozakken Boys | 0 - 4           | sc Heerenveen | 22' Finnbogason 26' Finnbogason 46' Finnbogason 83' Finnbogason | 78' De Roon             |
| Heerenveen | 1-11-2012  | sc Heerenveen | 1 - 0           | HVV Hollandia | 68' Zomer                                                       |                         |
| Heerenveen | 19-12-2012 | sc Heerenveen | 2 - 2 (6) - (7) | Feyenoord     | 55' Gouweleeuw 90+1' Ðuričič                                    | 52' Kums 100' Kruiswijk |

| nr. | naam                     | Goals |
| --- | ------------------------ | ----- |
| 1   | Finnbogason              | 4     |
| 2   | Zomer Gouweleeuw Ðuričič | 1     |

| nr. | naam                  | assists |
| --- | --------------------- | ------- |
| 1   | De Roon Raitalla Kums | 1       |

| nr. | naam                   | kaarten |
| --- | ---------------------- | ------- |
| 1   | De Roon Kums Kruiswijk | 1       |

### Europa League
| Datum      | Thuis           | Uitslag | Uit             | Doelpuntenmakers (Heerenveen)                | kaarten (Heerenveen) |
| ---------- | --------------- | ------- | --------------- | -------------------------------------------- | -------------------- |
| 02-08-2012 | sc Heerenveen   | 4 - 0   | Rapid Boekarest | 9' Đuričić 64' Đuričić 69' De Roon 89' Fazli | 26' Van La Parra     |
| 09-08-2012 | Rapid Boekarest | 1 - 0   | sc Heerenveen   |                                              | 44' Ziyech           |
| 23-08-2012 | Molde FK        | 2 - 0   | sc Heerenveen   |                                              | 86' Zuiverloon       |
| 30-08-2012 | sc Heerenveen   | 1 - 2   | Molde FK        | 92' Valpoort                                 |                      |

| nr. | Naam                   | Goals |
| --- | ---------------------- | ----- |
| 1   | Đuričić                | 2     |
| 2   | De Roon Fazli Valpoort | 1     |

| nr. | naam | assists |
| --- | ---- | ------- |

| nr. | naam                           | kaarten |
| --- | ------------------------------ | ------- |
| 1   | Van La Parra Ziyech Zuiverloon | 1       |

| nr. | naam | kaarten |
| --- | ---- | ------- |

## Transfers

### Aangetrokken
| Speler              | Vorige club         | Contract tot | Bijzonderheden                               |
| ------------------- | ------------------- | ------------ | -------------------------------------------- |
| Marten de Roon      | Sparta Rotterdam    | 2015         | transfervrij                                 |
| Mark Uth            | FC Köln             | 2015         | [ 7 ]                                        |
| Matthew Amoah       | Mersin Idman Yurdu  | 2013         |                                              |
| Jukka Raitala       | TSG 1899 Hoffenheim | 2016         | was verhuurd aan het Spaanse Osasuna         |
| / Christian Kum     | ADO Den Haag        | 2014         | transfervrij                                 |
| Youssef El Akchaoui | NAC                 | 2013         | keert terug van verhuur                      |
| Gianni Zuiverloon   | RCD Mallorca        | 2013         | gehuurd                                      |
| Alfreð Finnbogason  | SC Lokeren          | 2015         | was verhuurd aan het Zweedse Helsingborgs IF |
| Daniël de Ridder    | Grasshoppers        | 2013         | [ 12 ]                                       |
| Lukas Marecek       | Anderlecht          | 2013         | gehuurd                                      |
| Marco Pappa         | Chicago Fire        | 2016         | zou eerst in de januari komen                |
| Youssef Fennich     | Ajax                |              | [ 14 ]                                       |

| Speler              | Vorige club          | Contract tot | Bijzonderheden |
| ------------------- | -------------------- | ------------ | -------------- |
| Joey van den Berg   | PEC Zwolle           | 2016         | [ 15 ]         |
| Yassine El Ghanassy | West Bromwich Albion | 2013         | gehuurd        |

### Vertrokken
| Speler             | Nieuwe club         | bijzonderheden                   |
| ------------------ | ------------------- | -------------------------------- |
| Oussama Assaidi    | Liverpool FC        | [ 17 ]                           |
| Michel Breuer      | N.E.C.              | contract niet verlengd           |
| Bas Dost           | VfL Wolfsburg       | € 7.000.000,-                    |
| Viktor Elm         | AZ                  | contract niet verlengd           |
| René Oosterhof     | AGOVV               |                                  |
| Enzo Huntink       | SVV Scheveningen    | contract niet verlengd           |
| Daryl Janmaat      | Feyenoord           | transfervrij                     |
| Milan Kopic        | Slovan Bratislava   | contract niet verlengd           |
| Luciano Narsingh   | PSV                 | € 4.100.000.-                    |
| Mitja Rešek        | NK Maribor          | einde huur                       |
| Geert Arend Roorda | N.E.C.              | transfervrij                     |
| Ernesto Seymonson  | VV Unicum           | contract niet verlengd           |
| Faysal Shayesteh   | Etar Veliko Tarnovo | contract niet verlengd           |
| Gerald Sibon       | Gestopt             | stopt met voetbal                |
| Richard Stolte     | SBV Excelsior       | was verhuurd aan Fortuna Sittard |
| Michal Švec        | Slovan Bratislava   | contract niet verlengd           |
| Johnny de Vries    | SC Cambuur          | contract niet verlengd           |
| Tobias Kainz       | Sturm Graz          | contract ontbonden               |

| Speler              | Nieuwe club   | bijzonderheden     |
| ------------------- | ------------- | ------------------ |
| Youssef El Akchaoui | SBV Excelsior | contract ontbonden |

### Verhuur
| Speler           | Nieuwe club      | Bijzonderheden                           |
| ---------------- | ---------------- | ---------------------------------------- |
| Quenten Martinus | Sparta Rotterdam | Vertrok in februari naar Ferencvárosi TC |

| Speler           | Nieuwe club   | bijzonderheden |
| ---------------- | ------------- | -------------- |
| Arsenio Valpoort | PEC Zwolle    |                |
| Samir Fazli      | Helmond Sport |                |